# Franco Talò
Francesco Talò, noto come Franco Talò (Taranto, 22 ottobre 1940), è un cantante italiano.

## Biografia
Si avvicina alla musica grazie al padre, che suonava il corno nella banda musicale che aveva fondato.
Inizia ad esibirsi nella sua città con il complesso I Double Faces; decide poi di trasferirsi a Milano e nel 1961 ottiene dapprima un contratto editoriale con le edizioni musicali Sidet e poi un contratto discografico con la Meazzi, che lo fa debuttare l'anno successivo con una beguine, Ragazzo triste; sempre nel 1962 partecipa alla Crociera delle Sette Note, insieme ad altri cantanti come Bruna Lelli, Paola Neri e Arturo Testa.
Dopo una pausa dovuta al servizio militare e al successivo matrimonio con Rosa (conosciuta quando erano ancora ragazzi e sposata nel 1963, da cui ha avuto due figlie: Anna e Paola), ritorna ad incidere e partecipa a Un disco per l'estate 1964 con Il rimorso, canzone di cui è autore del testo (la musica è di Claudio Valle e Gianni Fallabrino e che, pur non arrivando in finale, entra nella classifica dei dischi più venduti.
Il successo si ripete l'anno successivo con Quando verrai per il tuo perdono che partecipa a Un disco per l'estate 1965; ritorna a questa manifestazione nel 1966 con Io ti dedico amore e, dopo il cambio di casa discografica, nel 1967 con ...come un giocattolo rotto mi butti via.
Con Mi fai tanto male partecipa nel 1965 al Festival di Pesaro.
Nello stesso anno partecipa a Settevoci, il celebre programma televisivo ideato e condotto da Pippo Baudo, con la voglia di vivere; in questo periodo lo accompagna il complesso I Cicisbei, che partecipa anche alle sue incisioni discografiche;.
Passato alla City, pubblica per questa etichetta nel 1968 il suo primo album, registrato insieme al complesso I Ricordi, che lo accompagna anche nei concerti.
Continua l'attività discografica anche nel decennio successivo, fondando la casa discografica Musica uomo, distribuita dalla CGD; si trasferisce poi a Mantova e, a partire dagli anni '80, si dedica per lo più al pianobar; nel 1981 realizza un arrangiamento dell'Aria sulla quarta corda (il secondo movimento della suite orchestrale n. 3 in Re maggiore) di Johann Sebastian Bach, che viene utilizzata dalla Rai come sigla del programma televisivo Quark ed inserita nell'album Guerrieri eccellenti.
Nel 1983 collabora con Gina Lagorio, scrivendo le musiche per la commedia della scrittrice piemontese Raccontami quella di Flic.

## Discografia

### Album in studio
- 1968 - Franco Talò e i Ricordi (City, C 1003)
- 1971 - Dieci canzoni disperate e...una storia d'amore (City)
- 1973 - Situazione familiare... fallimentare (Blu Notte, FT 2)
- 1976 - Il sole (Speedy Records, SXY 101)
- 1981 - Guerrieri eccellenti (Musica uomo, FRL  49601)

### Singoli
- 1962 - Ragazzo triste/L'alba (Meazzi, M 01156)
- 1964 - Il rimorso/Orfeo bianco (Meazzi, M 01258)
- 1964 - Mi fai tanto male/Non mi potrai scordar (Meazzi, M 01263)
- 1965 - Quando verrai per il tuo perdono/Bambina mia lontana (Meazzi, M 01269)
- 1966 - Prendi il mio fazzoletto/Quando l'amore se n'è andato (Meazzi, M 01289)
- 1966 - La casa della felicità/Sei la mia vita (Meazzi, M 01292; inciso come Franco Talò & i Cicisbei)
- 1966 - Io ti dedico amore/La casa della felicità (Meazzi, M 01293; inciso come Franco Talò & i Cicisbei)
- 1967 - ...come un giocattolo rotto mi butti via/Stai lontano gelosia (Silver, XP 626)
- 1967 - La voglia di vivere/Caro amore sto lontano (Silver, XP 627)
- 1967 - L'ultimo valzer/Un uomo a metà (Silver, XP 629)
- 1968 - Capelli neri/Cigno bianco (City, C 6198; inciso come Franco Talò & i Ricordi)
- 1969 - Spettacolo/Regina (City, C 6213; inciso come Franco Talò & i Ricordi)
- 1970 - Giovane amore/Come una nuvola (City, C 6231; inciso come Franco Talò & i Ricordi)
- 1976 - Senso/Blunotte (City, C 6363)